# 遠藤渓太
遠藤 渓太（えんどう けいた、1997年11月22日 - ）は、神奈川県横浜市旭区出身のプロサッカー選手。Jリーグ・FC東京所属。ポジションはミッドフィールダー（MF）。元日本代表。

## 来歴

### クラブ
中学から横浜F・マリノスの下部組織に入団。高校3年次に出場した日本クラブユース選手権で7ゴールを挙げ、優勝に貢献。大会MVPと得点王に輝いた。
2016年、トップチームに昇格。同期は和田昌士。3月12日、1stステージ第3節のアルビレックス新潟戦でプロ初出場・初先発を飾る。第9節湘南ベルマーレ戦でA契約に必要な出場時間450分以上を達成した。
2017年は、ルヴァンカップグループリーグ第3節の新潟戦でプロ初ゴールをマーク。第28節のガンバ大阪戦では松原健の怪我によって急遽出場したが、J1リーグ初ゴールを決めて勝利に貢献した。リーグ第30節の鹿島アントラーズ戦では決勝点を決めて勝利に貢献した。天皇杯準決勝の柏レイソル戦では途中出場から決勝点をアシストして決勝進出に貢献した。
2018年、同じ下部組織出身の齋藤学が過去に着用した11番に背番号を変更。ルヴァンカップでの活躍が評価されてニューヒーロー賞に選出された。
2019年は、リーグ第24節名古屋グランパス戦にてJ1通算22000得点目となるメモリアルゴールを挙げ、第25節のG大阪戦では2試合連続ゴールを決めるなど活躍を見せる。最終節のFC東京戦では途中出場から優勝を決定付ける3点目のゴールを決めた。最終的にリーグ戦ではキャリアハイとなる7ゴールを記録し、チームの15年ぶりとなるリーグ制覇に貢献した。
2020年7月12日、リーグ第4節のFC東京戦でJ1リーグ通算100試合出場を達成し、その試合で自らゴールを挙げた。
7月25日、1.FCウニオン・ベルリンへの期限付き移籍（買取オプション付き）が発表された。ブンデスリーガ第3節の1.FSVマインツ05戦でブンデスデビューを飾ると、第7節ビーレフェルト戦では移籍後初ゴールを決めた。2021年4月に買取オプションを行使し、完全移籍が決定した。
2022年7月19日、アイントラハト・ブラウンシュヴァイクへレンタル移籍し、2.ブンデスリーガの18試合に出場した。2023年7月3日にはブラウンシュヴァイクへのレンタル期間が1年延長され、
背番号は8に変更となった。しかし2023-2024シーズンはウィンターブレイク前の17節で6試合出場にとどまった。
2024年1月2日に前年末での移籍期間繰り上げ満了が発表され、同月7日にFC東京への期限付き移籍が発表された。同年4月、完全移籍が発表された。完全移籍発表直後の試合となった東京ダービーで2得点を取った。

### 代表
2017年5月、FIFA U-20ワールドカップのメンバーに選出。5月27日、U-20イタリア戦でスタメンに抜擢されると堂安律の得点をアシストして決勝トーナメント進出に貢献した。7月、AFC U-23選手権2018 (予選)に出場し、2試合連続で得点を決めた。
2019年12月にはEAFF E-1サッカー選手権2019に出場する日本代表メンバーに初選出され、12月10日の中国戦で代表初出場。
2021年、東京オリンピックの日本代表では本大会でメンバー入りすることができなかった。

## 人物・エピソード
- 2016年1月23日、日産スタジアムにて開催された新体制発表会に新入団選手として参加。自己紹介の中で「一発芸やります」と言い、和田昌士と共にラグビー日本代表・五郎丸歩が行うプレースキックのルーティンのモノマネから「ボウリング」を行う一発芸を披露した[27][28]。
- 2023年11月22日、2022年に一般女性と入籍していたことを自身のSNSにて報告した[29]。

## 所属クラブ
- 二俣川SC（横浜市立二俣川小学校）
- 2010年 - 2012年 横浜F・マリノスジュニアユース（横浜市立万騎が原中学校）
- 2013年 - 2015年 横浜F・マリノスユース（神奈川県立瀬谷高等学校）
- 2016年 - 2021年  横浜F・マリノス
  - 2020年 - 2021年  1.FCウニオン・ベルリン（期限付き移籍）
- 2021年 - 2024年4月  1.FCウニオン・ベルリン
  - 2022年 - 2024年  アイントラハト・ブラウンシュヴァイク（期限付き移籍）
  - 2024年 - 同年4月  FC東京（期限付き移籍）
- 2024年4月 -  FC東京

## 個人成績
| 国内大会個人成績 | 国内大会個人成績     | 国内大会個人成績 | 国内大会個人成績 | 国内大会個人成績 | 国内大会個人成績 | 国内大会個人成績 | 国内大会個人成績 | 国内大会個人成績 | 国内大会個人成績 | 国内大会個人成績 | 国内大会個人成績 |
| 年度             | クラブ               | 背番号           | リーグ           | リーグ戦         | リーグ戦         | リーグ杯         | リーグ杯         | オープン杯       | オープン杯       | 期間通算         | 期間通算         |
| 年度             | クラブ               | 背番号           | リーグ           | 出場             | 得点             | 出場             | 得点             | 出場             | 得点             | 出場             | 得点             |
| 日本             | 日本                 | 日本             | 日本             | リーグ戦         | リーグ戦         | リーグ杯         | リーグ杯         | 天皇杯           | 天皇杯           | 期間通算         | 期間通算         |
| ---------------- | -------------------- | ---------------- | ---------------- | ---------------- | ---------------- | ---------------- | ---------------- | ---------------- | ---------------- | ---------------- | ---------------- |
| 2016             | 横浜FM               | 18               | J1               | 23               | 0                | 5                | 0                | 2                | 0                | 30               | 0                |
| 2017             | 横浜FM               | 18               | J1               | 14               | 2                | 4                | 1                | 6                | 1                | 24               | 4                |
| 2018             | 横浜FM               | 11               | J1               | 27               | 2                | 9                | 0                | 1                | 0                | 37               | 2                |
| 2019             | 横浜FM               | 11               | J1               | 33               | 7                | 6                | 0                | 3                | 0                | 42               | 7                |
| 2020             | 横浜FM               | 11               | J1               | 6                | 2                | -                | -                | -                | -                | 6                | 2                |
| ドイツ           | ドイツ               | ドイツ           | ドイツ           | リーグ戦         | リーグ戦         | リーグ杯         | リーグ杯         | DFBポカール      | DFBポカール      | 期間通算         | 期間通算         |
| 2020-21          | U.ベルリン           | 18               | ブンデス1部      | 16               | 1                | -                | -                | 1                | 0                | 17               | 1                |
| 2021-22          | U.ベルリン           | 18               | ブンデス1部      | 4                | 0                | -                | -                | 0                | 0                | 4                | 0                |
| 2022-23          | ブラウンシュヴァイク | 21               | ブンデス2部      | 18               | 0                | -                | -                | 2                | 0                | 20               | 0                |
| 2023-24          | ブラウンシュヴァイク | 8                | ブンデス2部      | 6                | 0                | -                | -                | 1                | 0                | 7                | 0                |
| 日本             | 日本                 | 日本             | 日本             | リーグ戦         | リーグ戦         | リーグ杯         | リーグ杯         | 天皇杯           | 天皇杯           | 期間通算         | 期間通算         |
| 2024             | FC東京               | 22               | J1               | 16               | 3                | 2                | 1                | 1                | 0                | 18               | 4                |
| 通算             | 日本                 | 日本             | J1               | 119              | 16               | 26               | 2                | 13               | 1                | 157              | 19               |
| 通算             | ドイツ               | ドイツ           | ブンデス1部      | 20               | 1                | -                | -                | 1                | 0                | 21               | 1                |
| 通算             | ドイツ               | ドイツ           | ブンデス2部      | 24               | 0                | -                | -                | 3                | 0                | 27               | 0                |
| 総通算           | 総通算               | 総通算           | 総通算           | 163              | 17               | 26               | 2                | 17               | 1                | 205              | 20               |

その他の公式戦
- Jリーグ初出場 - 2016年3月12日 J1 1stステージ第3節 アルビレックス新潟戦 (デンカビッグスワンスタジアム)
- Jリーグ初得点 - 2017年9月30日 J1第28節 ガンバ大阪戦 (パナソニック スタジアム 吹田)
- 2020年
  - FUJI XEROX SUPER CUP 1試合0得点

| 国際大会個人成績 | 国際大会個人成績 | 国際大会個人成績 | 国際大会個人成績 | 国際大会個人成績 |
| 年度             | クラブ           | 背番号           | 出場             | 得点             |
| AFC              | AFC              | AFC              | ACL              | ACL              |
| ---------------- | ---------------- | ---------------- | ---------------- | ---------------- |
| 2020             | 横浜FM           | 11               | 2                | 1                |
| 通算             | AFC              | AFC              | 2                | 1                |

## タイトル

### クラブ
横浜F・マリノスユース
- 日本クラブユースサッカー選手権 (U-18)大会 (2015年)

横浜F・マリノス
- J1リーグ（2019年）

### 代表
U-19日本代表
- AFC U-19選手権（2016年）

### 個人
- 日本クラブユースサッカー選手権 (U-18)大会 ・MVP（2015年)
- 日本クラブユースサッカー選手権 (U-18)大会 ・得点王（2015年）
- Jリーグカップ・ニューヒーロー賞（2018年）
- TAG Heuer YOUNG GUNS AWARD・ベストイレブン（2018年）

## 代表歴
- U-19日本代表
  - 水原JSカップ U-19国際ユースサッカー大会（2016年）
  - NTC招待大会（2016年）
  - AFC U-19選手権（2016年）
- U-20日本代表
  - ドイツ遠征（2017年）
  - FIFA U-20ワールドカップ（2017年）
  - AFC U-23選手権2018 (予選)（2017年）
- U-21日本代表
  - AFC U-23選手権（2018年）
  - スポーツ・フォー・トゥモロー（SFT）プログラム 南米・日本U-21サッカー交流（2018年）
  - トゥーロン国際大会（2018年）
  - アジア競技大会（2018年）
- U-22日本代表
  - AFC U-23選手権2020 (予選)（2019年）
  - 北中米遠征（2019年）
  - ブラジル遠征（2019年）
  - キリンチャレンジカップ（2019年、怪我で辞退）
- 日本代表
  - EAFF E-1サッカー選手権2019（2019年）
  - 2022 FIFAワールドカップ・アジア2次予選 (2021年)

### 試合数
- 国際Aマッチ 2試合 0得点（2019年 - 2021年）

| 日本代表 | 国際Aマッチ | 国際Aマッチ |
| 年       | 出場        | 得点        |
| -------- | ----------- | ----------- |
| 2019     | 2           | 0           |
| 2021     | 0           | 0           |
| 通算     | 2           | 0           |

### 出場
| No. | 開催日         | 開催都市 | スタジアム           | 対戦国 | 結果 | 監督   | 大会                       |
| --- | -------------- | -------- | -------------------- | ------ | ---- | ------ | -------------------------- |
| 1.  | 2019年12月14日 | 釜山     | 九徳総合運動場       | 香港   | ○5-0 | 森保一 | EAFF E-1サッカー選手権2019 |
| 2.  | 2019年12月18日 | 釜山     | 釜山アジアド主競技場 | 韓国   | ●0-1 | 森保一 | EAFF E-1サッカー選手権2019 |